# Martin Skýpala
Martin Skýpala (* 21. listopadu 1976, Valašské Meziříčí) je český básník, prozaik, novinář, překladatel a recenzent.

## Život
Narodil se ve Valašském Meziříčí. Po absolvování místního gymnázia odešel studovat do Prahy. Tam se seznámil s propagátorem poezie Mirkem Kováříkem a účinkoval také v jeho pořadu Zelené Peří. V roce 2002 zvítězil v literární soutěži Hořovice Václava Hraběte. Vystudoval na Slezské univerzitě v Opavě. V současnosti žije v Praze. Své recenze, články, překlady a básně publikoval v řadě literárních periodik jako je Tvar, Host, Weles, Protimluv, atd.